# Betsy Ross Bridge
De Betsy Ross Bridge is een vakwerkbrug die de Amerikaanse rivier de Delaware overspant tussen Philadelphia en Pennsauken in New Jersey. De brug is vernoemd naar Betsy Ross, de vrouw die volgens de overlevering de eerste Amerikaanse vlag had gemaakt.

## Geschiedenis
In 1969 werd begonnen met de bouw van de Betsy Ross Bridge en de brug werd uiteindelijk in 1974 voltooid. Toch zou het nog twee jaar duren voor dat de brug open ging. Oorspronkelijk had de brug acht rijstroken, maar in 2000 werd het aantal rijstroken met twee verminderd.